# Hoyts
Hoyts Group是一家澳大利亚公司，業務包括 Hoyts Cinemas（寰映影城）和 Val Morgan Advertising。
Hoyts Cinemas 是澳大利亞第二大連鎖影院，經營著超過 450 塊電影銀幕和 55,000 個座位，在澳大利亞經營著 42 家電影院，在新西蘭經營著 10 家。 瓦爾摩根是集團旗下的電影廣告公司，在電影廣告市場佔有率超過95%。 Hoyts Distribution Company 是澳大利亞最大的獨立電影發行商，主要負責獨立電影版權的購買和後續管理以及通過劇院、電視和家庭娛樂渠道的發行。
2015年6月，万达院线收購Hoyts Group。同時Hoyts Cinemas的中文名定名寰映影城。
2017年12月，中國首家Hoyts旗下影城即北京寰映影城合生汇店開業。

## 历史
20世纪初，牙医亚瑟·罗素买下了一个小马戏团，名叫Hoyts马戏团，并作为驻团魔术师随之巡演。后遇到经济上的问题，罗素重操牙医旧业。
罗素租下了墨尔本的Bourke街的旧圣乔治厅（后来被称为Hoyts Esquire），并在周六晚上开始播放短片。与他以前的创业不同，这次创业获得了成功，因此他组建了一家名叫Hoyts Pictures Pty. Ltd.的新公司。他在第一次世界大战结束时去世，Hoyts已经扩展到墨尔本的郊区，并进入悉尼。
1926年9月29日，Hoyts和其他两家公司，电影院有限公司和联合影剧院有限公司合并成为Hoyts剧院有限公司。 1936年3月27日，“福克斯家庭电影”（Fox Family Pictures）（现为二十世纪福克斯）获得了该公司的大量股权。
1982年8月，二十世纪福克斯将Hoyts卖给了四名墨尔本商人。 1985年4月，芬克家族随后又收购了其他合作伙伴，成为唯一的业主。芬克斯开始将公司扩大到新西兰，美国，南美和欧洲的电影发行，家庭娱乐和电影业务。
1987年，该公司重组，其中两家公司在澳大利亚证券交易所上市，分别为Hoyts Media和Hoyts Entertainment。然而，拥有电影院Hoyts电影院的公司直到1996年才崭露头角。1987年至1996年间，Hoyts大规模扩张，到1994年，Hoyts是世界第十大电影连锁院线，由美国投资公司Hellman和Friedman董事和高级管理层，以及澳大利亚公司Lend Lease Corporation共同拥有。
2003年，Hoyts将其Hoyts美国业务出售给Regal Entertainment Group和National Amusements，剩余的电影院出售给位于马萨诸塞州马萨诸塞州的东北电影院，或卖给独立运营商或关闭。截至2017年，Simsbury，CT和Linthicum Heights，MD仍在Hoyts下运营。
2015年6月2日，大连万达集团子公司万达院线从ID Leisure Ventures收购了Hoyts，据估计，2014年12月，连锁影院销售额超过9亿澳元。
2017年，旗下瓦尔摩根（Val Morgan）获澳大利亚媒体联盟最佳媒体合伙人奖。
2017年12月，北京寰映影城合生汇店开业。北京寰映合生汇影城是寰映Hoyts在中国首家落地的影城项目，共设立9个影厅，包括杜比影院厅、MX4D廳、RealD3D厅以及主题亲子厅等。

## 
1. ↑  .   [2017-06-18]. （原始内容存档于2006-08-19）.
2. ↑  . Reuters. 2 June 2015  [3 June 2015]. （原始内容存档于2015-06-04）.
3. ↑  . j.021east.com. 2024-09-27  [2025-07-19] （中文）.
4. ↑  .   [2017-11-03]. （原始内容存档于2017-11-07） （英语）.
5. ↑  . （原始内容存档于2017-12-30）.